# Set Cantares per a soprano i guitarra (Gerhard)
Set Cantares per a soprano i guitarra és una obra musical per a veu i guitarra clàssica composta pel compositor català Robert Gerhard, basada en poemes d'autor desconegut. L'obra conté set cançons compostes en 1956 i una peça per a guitarra sola composta l'any següent, titulada Fantasia, que es pot tocar com a interludi de les cançons però també com a peça independent.

## Context
Durant la dècada de 1950, Gerhard es va interessar principalment per la música concreta i electrònica. De fet, amb l'ajuda de la BBC Radiphonic Workshop, es va muntar un xicotet estudi a sa casa per experimentar la nova manera de manipular i organitzar sons i aplicar-ho en diversos encàrrecs de música, com per exemple en l'acompanyament musical del poema de Federico García Lorca, Lamento por la muerte de un torero. Aquesta experiència amb la música concreta i electrònica va influir en alguns aspectes de les darreres obres que va produir en aquesta dècada i posteriors.
Gerard va patir una metamorfosi creativa en la Simfonia núm. 2, però és legítim estendre aquesta metàfora de la metamorfosi creativa i estètica a tota la seua obra de la penúltima dècada de la seua vida. A més dels Set cantares i la Fantasia, en aquesta dècada va compondre el Concert per a clau, Sonata per a violoncel i piano i Chaconne per a violí, entre d'altres.

## Estrena i mecenatge
Aquesta obra es va estrenar l'any 1957 a càrrec de la soprano Sophie Wyss i el guitarrista Juliam Bream a Londres, amb la partitura edita per la editorial BM (Belwin Mills Music Ltd.)
Rafael Patxot, que va ser un gran amic de Gerhard, va ajudar en la producció de les obres d'aquest compositor. En 1926 va crear la Institució Patxot, que aglutinava tota l'obra de mecenatge d'aquest filantrop prèvia a la Guerra Civil i que, entre d'altres, patrocinava el premi de composició Eusebi Patxot, convocat per l'Orfeó Català, al qual Gerhard havia concursat amb el seu Quartet de 1927. Així mateix, aquest destacat intel·lectual havia patrocinat la recopilació de cants populars catalans i va acabar la seua vida en l'exili.

## Forma
Les set cançons de l'obra, d'autor desconegut, són: La India, El Toro, La Ausencia, Un Galán y su Morena, La Lobada, La Muerte y la Doncella i Reinas de la Baraja.

## Interpretacions destacades
- Anna Bartos (veu) i Gregg Nestor (guitarra).
- Íngrid Ustrell (veu) i Toni Pallarès (guitarra).
- Erika Escribá Astaburuaga (veu) i José Luis Ruiz del Puerto (guitarra).